# Henry Nevinson
Henry Woodd Nevinson (11 de outubro de 1856 - 9 de novembro de 1941) foi um correspondente de guerra inglês durante a Segunda Guerra dos Bôeres e a Primeira Guerra Mundial, um jornalista de campanha expondo a escravidão na África Ocidental, comentarista político e sufragista.
Ele nasceu em 1856 em Leicester, filho do advogado George Nevinson e de sua esposa, Maria Jane, nascida Woodd. Nevinson estudou na Shrewsbury School e mais tarde na Christ Church, Oxford. Em Oxford, ele foi influenciado pelas ideias de John Ruskin. Ele trabalhou como missionário em Toynbee Hall, no East End de Londres. Depois disso, ele passou algum tempo em Jena estudando a cultura alemã. O resultado disso foi que em 1884 Nevinson publicou seu primeiro livro, Herder and his Times, um dos primeiros estudos de Johann Gottfried Herder em inglês. Na década de 1880, Nevinson tornou-se socialista; ele fez amizade com Peter Kropotkin e Edward Carpenter e, em 1889, ingressou na Federação Social Democrata.